# Мировая война Z
«Мировая война Z» (англ. World War Z: An Oral History of the Zombie War — Мировая война Z: устная история войны с зомби) — постапокалиптическое произведение Макса Брукса, опубликованное издательством «Crown» в сентябре 2006 года. Основу книги составляют множество интервью очевидцев из многих стран мира, которые выжили после одной из величайших катастроф в истории человечества. Спустя десять лет после победы живых над мёртвыми они описывают свои истории выживания, каждая из которых связана с потерями близких им людей. Все эти истории собираются представителем ООН, цель которого — написание отчёта, который дал бы наиболее полную картину произошедших событий.
Книга является неким продолжением другого произведения Макса Брукса — «Руководство по выживанию среди зомби» (англ. Zombie Survival Guide), в котором описываются советы по выживанию при нашествии живых мертвецов, а также подробности о «вирусе зомби» и истоках болезни.

## Сюжет
Собранные истории людей со всего мира описывают все этапы противостояния от первых случаев заболевания, зарегистрированных в Китае, до окончательной победы, судя по хронологии, описываемой в книге, спустя тринадцать лет. Описываемые события о всемирном заражении зомби охватывают многие страны: Китай, Россию, США, Кубу, Францию, Великобританию, Японию, Финляндию, Украину, Северную и Южную Корею, Индию, Демократическую Республику Конго, Бразилию, Испанию, Венгрию, Словакию, Бельгию, Египет, Австралию, Казахстан, Оман, Республику Косово, Грузию, Чехию, Азербайджан, Турцию, Италию, Мексику, Боливию, Венесуэлу, Тунис, Джибути, Нигерию, Таиланд, Нидерландов, Германию, Кению, Грецию, и ряд других регионов Земли, а также МКС и китайскую стратегическую атомную подлодку.
Развитие пандемии не было спонтанным, от первых случаев до так называемой «Великой паники» прошло несколько месяцев. Первоначальное название эпидемии — «африканское бешенство» — было связано с тем, что первые упоминания в мировых СМИ о неизвестной болезни пришли из Кейптауна, ЮАР. Китай, чтобы скрыть признаки эпидемии, спровоцировал военный конфликт с Китайской Республикой (Тайвань).
Так называемым нулевым пациентом был китайский мальчик, который был обследован доктором Кван Цзиншу. По его мнению, правительство Китая уже знало о неизвестной болезни, так как после его сообщения об этом случае, менее чем через час на место прибыли вертолёты с военными бригадами биологической защиты, что свидетельствовало о высокой готовности армии.
Одной из первых стран, чьё руководство осознало наступающую катастрофу, был Израиль. События, связанные с регионом Ближнего Востока, описывает Саладин Кадер, его родители и сотрудник разведки Юрген Ворбрюн вывезли семью из Кувейта. Разведка Израиля верно оценила угрозу зомби. Израиль объявил о политике самоизоляции и одностороннем уходе со всех спорных территорий, что привело к вооружённому мятежу части ортодоксальных евреев, но не имея военной подготовки они потерпели поражение. Израиль стал одной из стран наименее пострадавших от эпидемии. Выжившие наладили жизнь, перейдя на натуральное хозяйство и экономическую целесообразность.
Остальные слишком поздно предприняли защитные меры. После поражения армии в Йонкерсе большая территория США, за исключением Западного побережья, была захвачена зомби. Немногие выжившие смогли укрыться на севере и внутри отдельных зон безопасности. Скалистые горы стали естественным барьером для заражённых.
Между Пакистаном и Ираном разразилась ядерная война, которая имела страшные экологические и климатические последствия для всей планеты. Огромные выбросы в атмосферу радиоактивных веществ способствовали заражению всего региона Южной Азии и привели к снижению средней мировой температуры. В результате этого зимы по всей планете стали длиннее и холоднее.
Также затрагивается исчезновение жителей Северной Кореи. Никто не знает, куда подевались 23 млн человек, но с началом эпидемии разведывательные спутники постоянно фиксировали снижение активности в городах, хотя не было никаких признаков заражения. Возможно, все люди были эвакуированы под землю, однако, никто не знает, что с ними случилось. Никто не исследует эту территорию, опасаясь ядерных систем самоуничтожения или выхода на поверхность миллионов зомби.
Единственной страной, которая выиграла от мирового хаоса, оказалась Куба. Благодаря островному положению, она сохранила безопасный статус. Заражённые немедленно уничтожались. В страну прибыло огромное количество беженцев, в основном кубинцы, которые ранее бежали в США, а также множество американцев и жителей Западной Европы. Все эти люди вначале содержались в специальных лагерях, но со временем влились в общество и начали влиять на политику в стране, поспособствовав переходу к рыночной экономике. Впоследствии это привело к экономическому господству Кубы во всём мире.
В Китае начался мятеж, мятежникам удалось найти китайскую ракетоносную подлодку, скрывавшуюся у границы льдов и уговорить капитана нанести ракетный удар по бункеру Политбюро, продолжавшего бесполезную гражданскую бойню.
Россия описывается со слов нескольких людей — это Мария Жуганова (Хужир, остров Ольхон, озеро Байкал, Священная Российская империя), и отец Сергий Рыжков из Сибири. После войны Россия становится тоталитарной теократической монархией и снова возвращается к положению империи, освобождает от зомби Белоруссию и планирует освободить Украину. Во время «Великой паники» в стране развивается гражданская война, происходят многочисленные восстания. Россияне вели ожесточённую войну с зомби, используя устаревшее оружие времён второй мировой войны. Священники взяли на себя обязанность добивать заражённых, что привело к установлению теократии.
После восьми лет пандемии и некоторой стабилизации президент США предложил организованным остаткам человечества перейти в наступление. Запомнив уроки Йонкерса, доказавшего неэффективность высокотехнологического оружия, армия использовала тактику Гражданской войны в США. «Синие», сбившись в каре, расстреливали из крупнокалиберных винтовок толпы «серых» (зомби). Зачистка территории продлилась около пяти лет.
В итоге США сохраняют свою демократию, в Китае свергают коммунистический режим, и страна переходит в статус федерации, Европейский союз становится единым государством. В ООН включено только 72 страны вследствие полного опустошения множества прежних государств. Люди находятся настороже, поскольку недобитые зомби выходят из-под воды. По оценкам, на дне озёр, морей и океанов продолжают существовать десятки миллионов зомби. Также сохраняются «белые зоны», занятые зомби, как например Исландия. На севере с наступлением тёплого времени размораживаются тысячи зомби, которые несут огромную опасность, но, несмотря на это, человечество победило.

## Издание на русском языке
- Брукс М. Мировая война Z / пер. с англ. М. Пановой. — М.: АСТ, 2008. — 350 с. (Холод страха). ISBN 978-5-17-055374-7

## Экранизация
В 2013 году вышел снятый по сюжету романа фильм «Война миров Z» (режиссёр Марк Форстер, продюсер и исполнитель главной роли — Брэд Питт).